# Pseudostheneboea segregata
Pseudostheneboea segregata är en insektsart som beskrevs av Carl 1913. Pseudostheneboea segregata ingår i släktet Pseudostheneboea och familjen Phasmatidae. Inga underarter finns listade i Catalogue of Life.